# Eupithecia septentrionalis
Eupithecia septentrionalis là một loài bướm đêm trong họ Geometridae.